# Nova Vila
Nova Vila é um bairro que se localiza na região central da cidade brasileira de Goiânia. Seu nome é semelhante ao Vila Nova, outro bairro limítrofe da região. Via de acesso ao Centro, é cortado pela Marginal Botafogo.
Segundo dados do Instituto Brasileiro de Geografia e Estatística (IBGE), divulgados pela prefeitura, no Censo 2010 a população do Nova Vila era de 1 747 pessoas.